# Medhi Benatia
Mehdi Benatia, né le 17 avril 1987 à Courcouronnes en France, est un footballeur international marocain qui a évolué au poste de défenseur central. Il possède également la nationalité française.
Depuis janvier 2025, il occupe le poste de directeur du football à l'Olympique de Marseille.
Capitaine de la sélection des Lions de l'Atlas de 2013 à 2019, ce joueur polyvalent est capable de jouer à tous les postes de la défense. Il a remporté notamment avec le Bayern Munich deux championnats d'Allemagne et avec la Juventus  trois championnats d'Italie, et a atteint la finale de la Ligue des champions en 2017.

## Biographie

### Histoire
Né en France d'un père marocain originaire de Fkih Ben Salah et d'une mère algérienne dont il porte le nom,,, Mehdi Benatia a grandi à Évry. Il commence sa carrière en poussin à Ris-Orangis. Avant de jouer respectivement pour l'AS Évry puis dans les équipes de l'école de football du CS Brétigny-sur-Orge et de Créteil.
Après une saison à l'US Créteil, il rejoint l'institut national du football (INF) à Clairefontaine d'où il finit par être renvoyé ; repéré par Manchester United ainsi que par José Mourinho (sur les conseils de Didier Drogba qui l'a côtoyé durant une saison à Guingamp), il effectue deux stages concluants mais choisit finalement de rejoindre le centre de formation de l'Olympique de Marseille afin de ne pas brûler les étapes.

### Carrière de joueur

#### Carrière en club

##### Olympique de Marseille (2003-2008)
Après avoir joué pour l'équipe réserve de l'Olympique de Marseille lors de la saison 2005-2006, il est prêté en Ligue 2 au Tours FC pour la saison 2006-2007 où il dispute son premier match professionnel.
En manque de temps de jeu à l'OM où José Anigo ne lui faisait que peu confiance, il est prêté au FC Lorient pour la saison 2007-2008. Malgré une offre d'achat faite par Lorient, afin d'accroître son temps de jeu à la suite d'une grave blessure au genou, Mehdi préfère faire ses gammes en Ligue 2.

##### Clermont Foot (2008-2010)
Refusant de végéter, le jeune Mehdi fit le choix de jouer régulièrement, même en Ligue 2. Mehdi s'engage donc au Clermont Foot le jeudi 26 juin 2008. Il devient rapidement un joueur majeur de cette équipe. Clermont le met tellement bien en selle qu'il suscite l’intérêt d’un solide club italien, l'Udinese. Après deux saisons, 57 matchs en deuxième division et quelques buts en Auvergne, et une première tentative infructueuse en août 2009, sa carrière prend son envol en juillet 2010 pour la Serie A.

##### Udinese Calcio (2010-2013)

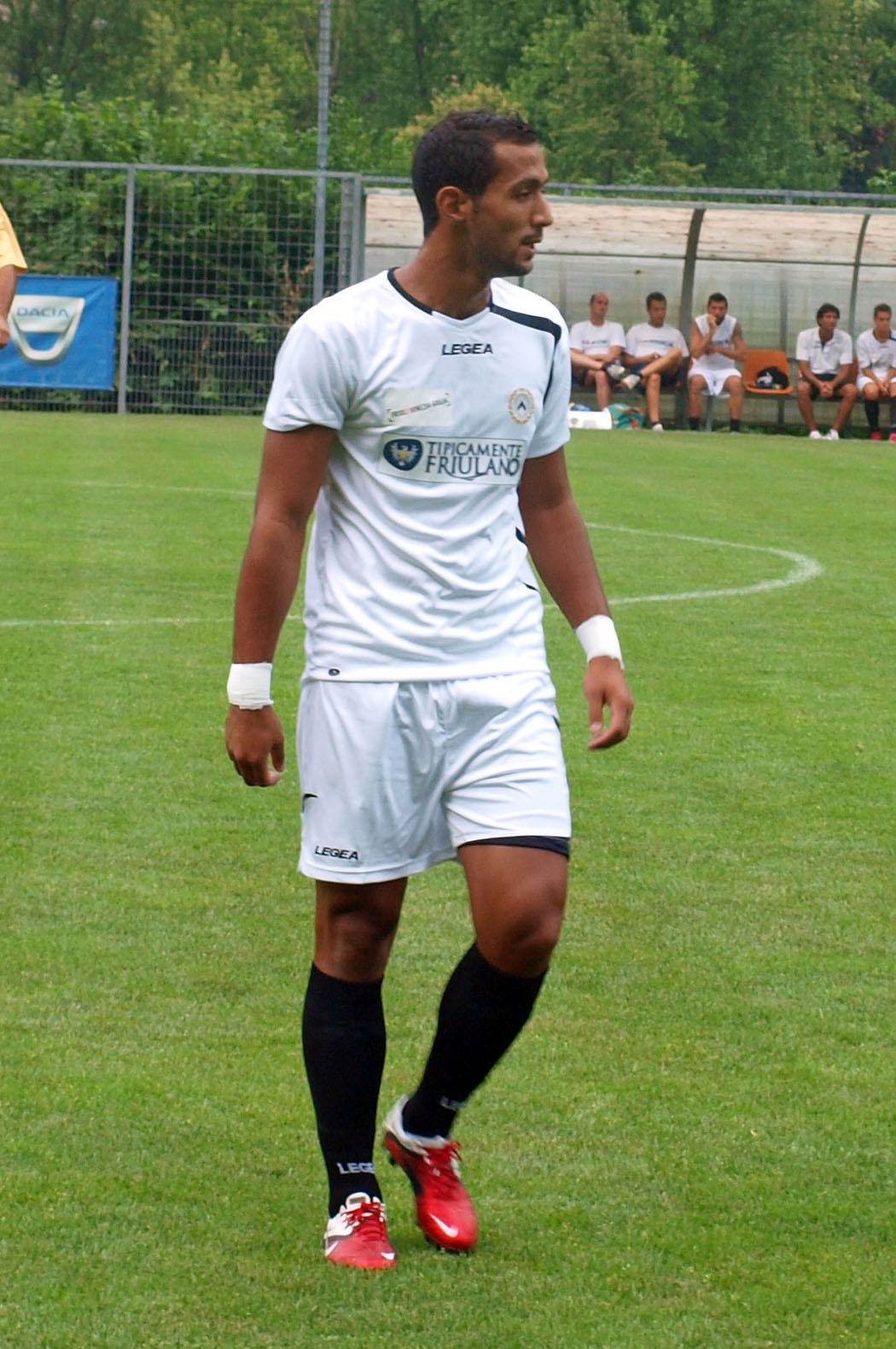
Benatia à entraînement avec l'Udinese en 2011.

Il s'engage officiellement en février 2010 avec l'Udinese pour cinq ans avec qui il ne joue qu'à partir de juillet, découvre les championnats élite et devient au fil des matchs un titulaire indiscutable avec trois buts en faveur de son équipe lors de la première partie de saison. Ses prestations suscitent les convoitises de plusieurs grands clubs européens dont Manchester United, Arsenal, la Juventus, et le Milan AC. L’année 2012 fut encore agitée en ce sens, puisque fut évoquée la piste du Paris Saint-Germain.
Quelques années plus tard, José Anigo reconnaît avoir eu tort sur le dossier Benatia :
« On s’est peut-être planté sur Mehdi. C’est vrai que l’on n'a pas vraiment cru à un projet avec lui. »— José Anigo
Après une saison réussie en club, où Mehdi s'impose rapidement comme un cadre en sélection, il parvient également, lui ainsi que ses coéquipiers à qualifier l'Udinese pour le tour préliminaire de la Ligue des champions. A la veille de la reprise du championnat italien, à la suite d'un sondage lancé sur la page Facebook officielle du Calcio, la chaine de télévision Sky Sports lui a décerné le titre de meilleur défenseur de Serie A, il fut également nommé dans l'équipe type du Calcio.
Il dispute son premier match de Ligue des champions le 16 août 2011 face à Arsenal à l'Emirates Stadium où il retrouve son partenaire de la sélection Marouane Chamakh. Mais Benatia se blesse à la cuisse et son équipe l'Udinese ne parvient pas à se qualifier pour le prochain tour de la Ligue des champions, le défenseur central sortira sur civière lors du match retour.
La saison 2012-13 est plus compliquée sur le plan personnel, Mehdi essuie plusieurs blessures musculaires et ne joue que 25 rencontres.[réf. nécessaire]

##### AS Rome (2013-2014)
Le 14 juillet 2013, il signe à l'AS Rome un contrat de cinq ans pour un montant de transfert estimé a 13.5 millions d'euros. Il marque son premier but lors de la cinquième journée contre la Sampdoria et son deuxième but de la saison face à Bologne la journée suivante. Avec seulement un but encaissé en dix matchs par la défense romaine, il est l'une des raisons majeures du départ canon de son équipe qui vire en tête du championnat.
Impérial en défense, il inscrit notamment cinq buts au cours de cette saison. Auteur d'une grande saison et joueur clé de son entraîneur Rudi Garcia qui le nomme troisième capitaine derrière les illustres Francesco Totti et Daniele De Rossi, il est élu meilleur joueur du club par les tifosis et figure dans la liste des nommés pour le titre de meilleur joueur africain pour l’année 2014. Mais malgré une très belle saison, c'est la Juventus qui remporte le Scudetto avec 17 points d'avance sur le club de la capitale.
Contre toute attente, Mehdi Benatia annonce son désir de vouloir quitter le club à la suite de promesses non tenues par le directeur sportif lui promettant une nette revalorisation de son contrat en cas de bonnes performances et de qualification pour la Ligue des champions.

##### Bayern Munich (2014-2016)

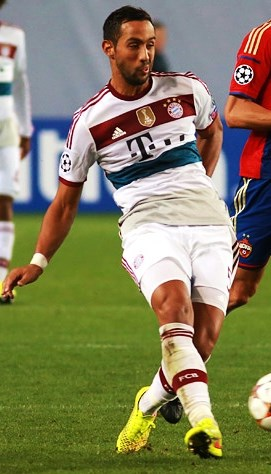
Benatia avec le Bayern Munich en 2014.

Le 27 août 2014, il est officiellement transféré au Bayern Munich pour une somme à hauteur de 30 millions d'euros avec un contrat de 5 ans et un salaire de 6,5 millions d’euros net annuels, il est ainsi le deuxième joueur Africain le mieux payé en 2014 derrière Yaya Touré. Il devient le défenseur le plus cher de l'histoire de Bundesliga et le joueur du Maghreb le plus cher derrière Aymen Abdennour. Il portera le numéro 5 comme en sélection marocaine plutôt que son numéro fétiche le 17 qui est déjà pris par Jérôme Boateng.
Benatia joue son premier match sous les couleurs des Bavarois face à Manchester City le 17 septembre lors des phases de groupe en Ligue des champions où il se présente très bien grâce à des performances de hauts niveau.
Lors de la 15e journée de Bundesliga, Benatia marque son premier but avec le Bayern Munich face à FC Augsburg de la tête sur un coup franc de Franck Ribéry et fut nommé homme du match grâce aussi à ses bonnes performances.
Benatia n'est pas nommé parmi les trois finalistes du ballon d'or africain, mais il reçoit deux récompenses individuelles. Le 15 octobre, il figure dans l'équipe type du Calcio (Serie A) de la saison 2013-2014 (« Gran Gala Del Calcio AIC 2014 » pour le meilleur défenseur central avec Andrea Barzagli (Juventus)), et le 29 décembre, il reçoit le prix du meilleur joueur arabe de l'année en 2014, qui lui est attribué lors de la cérémonie de « Globe Soccer » organisée à Dubaï, alors qu'il était nommé au côté des Algériens Yacine Brahimi (FC Porto), Sofiane Feghouli (Valence CF) et Islam Slimani (Sporting Portugal) mais aussi des Tunisiens Yassine Chikhaoui (FC Zurich) et Wahbi Khazri (Girondins de Bordeaux).
Le 26 avril 2015, il est sacré champion d'Allemagne avec le Bayern Munich.
Le 12 mai, lors des demi-finale retour en Ligue des champions, Benatia marque le premier but de la rencontre face au FC Barcelone a la 7e minute et remporte le match 3-2 mais son équipe est éliminé à cause de la défaite du match aller (5-3 aller-retour).
La deuxième saison de Mehdi Benatia au sein du club bavarois se complique par de nombreuses blessures, qui lui font perdre sa place de titulaire au profit du polyvalent Javi Martínez,.

##### Juventus FC (2016-2019)
Le 10 mars 2017, lors d'un derby Juventus - AC Milan, Benatia marque son premier but sous les couleurs turinoises en ouvrant le score à la 30e minute.
Le 12 mai 2017, la Juventus lève l'option d'achat de 17 millions d'euros pour Benatia et son contrat s'étend désormais jusqu'au 30 juin 2020.

##### Al-Duhail SC (2019-2021)
Dans le mercato hivernal 2018-19, il est courtisé par le FC Barcelone, l'AC Milan et Arsenal FC mais il rejoint finalement le club qatarien d'Al-Duhail SC.

##### Fatih Karagümrük SK (2021)
Handicapé par les blessures depuis sa signature en Turquie, l'international marocain décide de raccrocher les crampons en décembre 2021,,,.

#### Carrière internationale

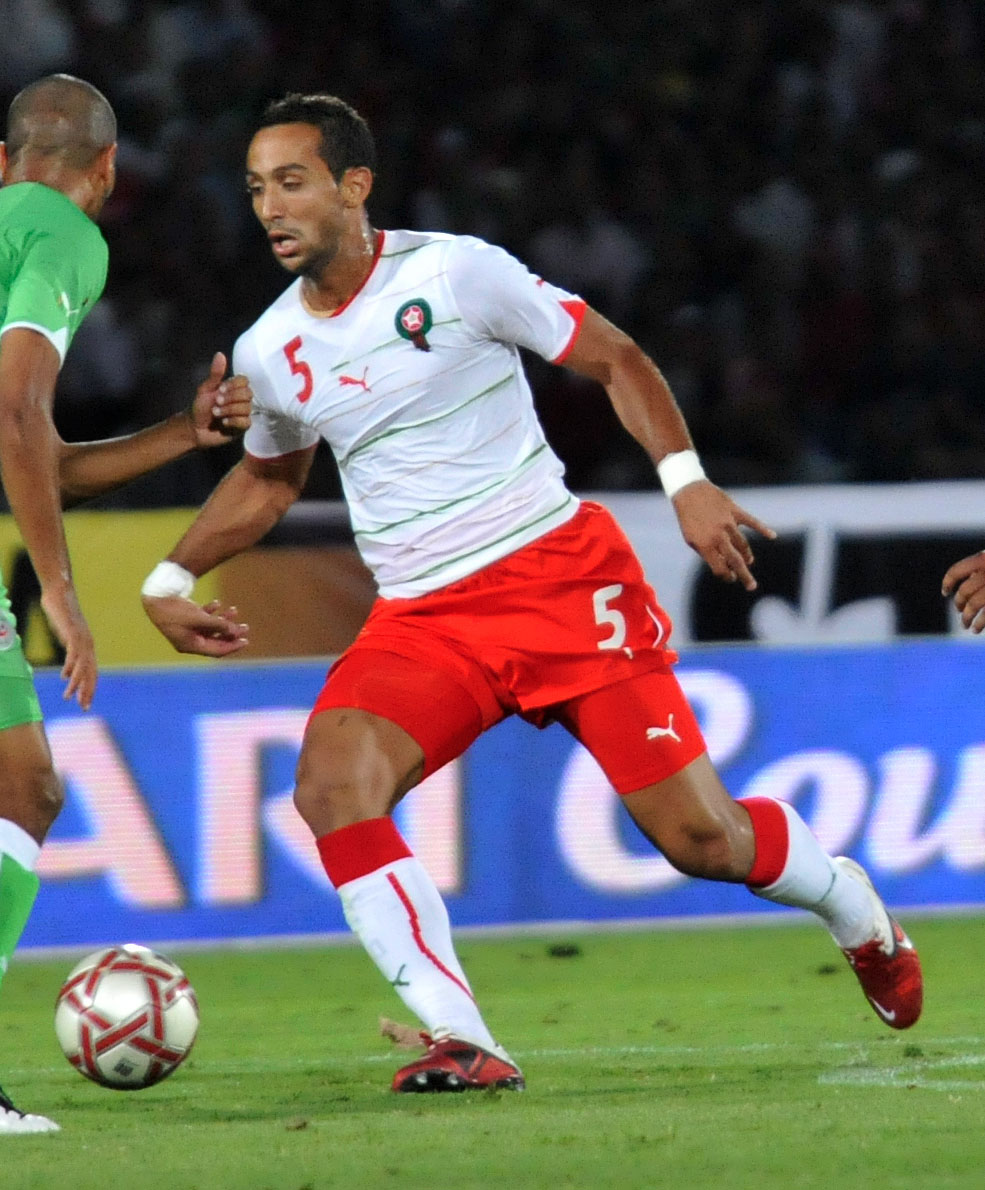
Benatia avec le Maroc face à l'Algérie en 2011.

Mehdi Benatia, après avoir joué en équipe de France des moins de 17 ans, opte pour le Maroc et fête sa première sélection le 19 novembre 2008 face à la Zambie (3-0), match disputé à Casablanca.
Il inscrit le 4 juin 2011, à Marrakech, le premier but de sa carrière internationale avec l'équipe du Maroc lors du derby face à l'Algérie, où le Maroc s'impose 4-0. Il est nommé homme du match.
En 2013, en l'absence de Houssine Kharja, non retenu pour la Coupe d'Afrique des nations 2013, il est désigné capitaine des Lions de l’Atlas par le sélectionneur Rachid Taoussi, à l'âge de 25 ans.
Le 1er octobre 2019, il annonce qu'il prend officiellement sa retraite internationale.

### Carrière de dirigeant

#### Conseiller sportif à l'Olympique de Marseille (2023-2025)
Après l'arrêt de sa carrière de joueur, Mehdi Benatia se reconvertit en tant qu'agent de joueurs et crée la structure Klan Soccer, avec entre autres comme clients, Enzo Millot et Azzedine Ounahi. Le 30 novembre 2023, l'Olympique de Marseille annonce la nomination de Mehdi Benatia en tant que conseiller sportif.

#### Directeur du football à l'Olympique de Marseille (2025-)
En janvier 2025, il prend du galon en devenant directeur du football du club marseillais.

## Statistiques

### Statistiques détaillées
| Saison                | Club                   | Championnat           | Championnat | Championnat | Championnat | Coupe nationale | Coupe nationale | Coupe nationale | Coupe de la Ligue | Coupe de la Ligue | Coupe de la Ligue | Supercoupe | Supercoupe | Supercoupe | Compétition(s) continentale(s) | Compétition(s) continentale(s) | Compétition(s) continentale(s) | Compétition(s) continentale(s) | Autres compétitions | Autres compétitions | Autres compétitions | Autres compétitions | Maroc | Maroc | Maroc | Total | Total | Total |
| Saison                | Club                   | Division              | M.          | B.          | P.d.        | M.              | B.              | P.d.            | M.                | B.                | P.d.              | M.         | B.         | P.d.       | Comp.                          | M.                             | B.                             | P.d.                           | Comp.               | M.                  | B.                  | P.d.                | M.    | B.    | P.d.  | M.    | B.    | P.d.  |
| 2006-2007             | Olympique de Marseille | Ligue 1               | -           | -           | -           | -               | -               | -               | -                 | -                 | -                 | -          | -          | -          | CI+C3                          | -                              | -                              | -                              | -                   | -                   | -                   | -                   | -     | -     | -     | 0     | 0     | 0     |
| 2006-2007             | Tours FC (prêt)        | Ligue 2               | 29          | 0           | 0           | -               | -               | -               | 1                 | 0                 | 0                 | -          | -          | -          | -                              | -                              | -                              | -                              | -                   | -                   | -                   | -                   | -     | -     | -     | 30    | 0     | 0     |
| 2007-2008             | FC Lorient (prêt)      | Ligue 1               | -           | -           | -           | -               | -               | -               | 1                 | 0                 | 0                 | -          | -          | -          | -                              | -                              | -                              | -                              | -                   | -                   | -                   | -                   | -     | -     | -     | 1     | 0     | 0     |
| 2008-2009             | Clermont Foot 63       | Ligue 2               | 27          | 1           | 1           | 2               | 0               | 0               | -                 | -                 | -                 | -          | -          | -          | -                              | -                              | -                              | -                              | -                   | -                   | -                   | -                   | 4     | 0     | 0     | 33    | 1     | 1     |
| 2009-2010             | Clermont Foot 63       | Ligue 2               | 30          | 1           | 1           | 1               | 1               | 0               | 2                 | 0                 | 0                 | -          | -          | -          | -                              | -                              | -                              | -                              | -                   | -                   | -                   | -                   | 4     | 0     | 0     | 37    | 2     | 1     |
| Sous-total            | Sous-total             | Sous-total            | 57          | 2           | 2           | 3               | 1               | 0               | 2                 | 0                 | 0                 | 0          | 0          | 0          | -                              | 0                              | 0                              | 0                              | -                   | 0                   | 0                   | 0                   | 8     | 0     | 0     | 70    | 3     | 2     |
| 2010-2011             | Udinese Calcio         | Serie A               | 34          | 3           | 0           | -               | -               | -               | -                 | -                 | -                 | -          | -          | -          | -                              | -                              | -                              | -                              | -                   | -                   | -                   | -                   | 7     | 1     | 1     | 41    | 4     | 1     |
| 2011-2012             | Udinese Calcio         | Serie A               | 27          | 1           | 0           | -               | -               | -               | -                 | -                 | -                 | -          | -          | -          | C1+C3                          | 2+9                            | 0+1                            | 0+0                            | -                   | -                   | -                   | -                   | 8     | 0     | 0     | 46    | 2     | 0     |
| 2012-2013             | Udinese Calcio         | Serie A               | 19          | 2           | 1           | -               | -               | -               | -                 | -                 | -                 | -          | -          | -          | C1+C3                          | 2+4                            | 0+0                            | 0+0                            | -                   | -                   | -                   | -                   | 7     | 0     | 0     | 32    | 2     | 1     |
| Sous-total            | Sous-total             | Sous-total            | 80          | 6           | 1           | 0               | 0               | 0               | 0                 | 0                 | 0                 | 0          | 0          | 0          | -                              | 17                             | 1                              | 0                              | -                   | 0                   | 0                   | 0                   | 22    | 1     | 1     | 119   | 8     | 2     |
| 2013-2014             | AS Rome                | Serie A               | 33          | 5           | 0           | 4               | 0               | 0               | -                 | -                 | -                 | -          | -          | -          | -                              | -                              | -                              | -                              | -                   | -                   | -                   | -                   | 3     | 0     | 0     | 40    | 5     | 0     |
| 2014-2015             | Bayern Munich          | Bundesliga            | 15          | 1           | 0           | 2               | 0               | 0               | -                 | -                 | -                 | -          | -          | -          | C1                             | 7                              | 1                              | 0                              | -                   | -                   | -                   | -                   | 5     | 0     | 0     | 29    | 2     | 0     |
| 2015-2016             | Bayern Munich          | Bundesliga            | 14          | 1           | 2           | 1               | 0               | 0               | -                 | -                 | -                 | 1          | 0          | 0          | C1                             | 6                              | 0                              | 0                              | -                   | -                   | -                   | -                   | 4     | 0     | 0     | 26    | 1     | 2     |
| Sous-total            | Sous-total             | Sous-total            | 29          | 2           | 2           | 3               | 0               | 0               | 0                 | 0                 | 0                 | 1          | 0          | 0          | -                              | 13                             | 1                              | 0                              | -                   | 0                   | 0                   | 0                   | 9     | 0     | 0     | 55    | 3     | 2     |
| 2016-2017             | Juventus FC (prêt)     | Serie A               | 15          | 1           | 0           | 1               | 0               | 0               | -                 | -                 | -                 | -          | -          | -          | C1                             | 5                              | 0                              | 0                              | -                   | -                   | -                   | -                   | 7     | 0     | 0     | 28    | 1     | 0     |
| 2017-2018             | Juventus FC            | Serie A               | 20          | 2           | 0           | 3               | 2               | 0               | -                 | -                 | -                 | 1          | 0          | 0          | C1                             | 8                              | 0                              | 0                              | -                   | -                   | -                   | -                   | 10    | 1     | 0     | 42    | 5     | 0     |
| 2018-2019             | Juventus FC            | Serie A               | 5           | 0           | 0           | -               | -               | -               | -                 | -                 | -                 | -          | -          | -          | C1                             | 1                              | 0                              | 0                              | -                   | -                   | -                   | -                   | 2     | 0     | 0     | 8     | 0     | 0     |
| Sous-total            | Sous-total             | Sous-total            | 40          | 3           | 0           | 4               | 2               | 0               | 0                 | 0                 | 0                 | 1          | 0          | 0          | -                              | 14                             | 0                              | 0                              | -                   | 0                   | 0                   | 0                   | 19    | 1     | 0     | 78    | 6     | 0     |
| 2018-2019             | Al-Duhail SC           | Qatar Stars League    | 7           | 1           | 1           | 1               | 0               | 0               | 1                 | 0                 | 0                 | -          | -          | -          | C1                             | 6                              | 1                              | 0                              | -                   | -                   | -                   | -                   | 5     | 0     | 0     | 20    | 2     | 1     |
| 2019-2020             | Al-Duhail SC           | Qatar Stars League    | 18          | 0           | 0           | -               | -               | -               | 2                 | 0                 | 0                 | -          | -          | -          | C1                             | 3                              | 0                              | 0                              | CCPQ                | 2                   | 0                   | 0                   | -     | -     | -     | 25    | 0     | 0     |
| 2020-2021             | Al-Duhail SC           | Qatar Stars League    | 13          | 0           | 0           | 3               | 0               | 0               | 1                 | 0                 | 0                 | -          | -          | -          | CMC+C1                         | 2+9                            | 0+0                            | 0+0                            | CCPQ                | 1                   | 0                   | 0                   | -     | -     | -     | 29    | 0     | 0     |
| Sous-total            | Sous-total             | Sous-total            | 38          | 1           | 1           | 4               | 0               | 0               | 4                 | 0                 | 0                 | 0          | 0          | 0          | -                              | 20                             | 1                              | 0                              | -                   | 3                   | 0                   | 0                   | 5     | 0     | 0     | 74    | 2     | 1     |
| 2021-2022             | Fatih Karagümrük       | Süper Lig             | 6           | 0           | 0           | -               | -               | -               | -                 | -                 | -                 | -          | -          | -          | -                              | -                              | -                              | -                              | -                   | -                   | -                   | -                   | -     | -     | -     | 6     | 0     | 0     |
| Total sur la carrière | Total sur la carrière  | Total sur la carrière | 312         | 19          | 6           | 18              | 3               | 0               | 8                 | 0                 | 0                 | 2          | 0          | 0          | -                              | 64                             | 3                              | 0                              | -                   | 3                   | 0                   | 0                   | 66    | 2     | 1     | 473   | 27    | 7     |

### Liste des matchs internationaux
| Matchs internationaux de Mehdi Benatia | Matchs internationaux de Mehdi Benatia | Matchs internationaux de Mehdi Benatia                                 | Matchs internationaux de Mehdi Benatia | Matchs internationaux de Mehdi Benatia | Matchs internationaux de Mehdi Benatia  | Matchs internationaux de Mehdi Benatia                         |
|                                        | Date                                   | Lieu                                                                   | Adversaire                             | Résultats                              | Compétitions                            | Notes                                                          |
| -------------------------------------- | -------------------------------------- | ---------------------------------------------------------------------- | -------------------------------------- | -------------------------------------- | --------------------------------------- | -------------------------------------------------------------- |
| 1.                                     | 19 novembre 2008                       | Stade Mohammed-V, Casablanca, Maroc                                    | Zambie                                 | 3 - 0                                  | Match amical                            | Rentre en jeu à la 46e minute à la place de Elamin Erbate.     |
| 2.                                     | 31 mars 2009                           | Stade du Restelo, Lisbonne, Portugal                                   | Angola                                 | 0 - 2                                  | Match amical                            | Titulaire.                                                     |
| 3.                                     | 7 juin 2009                            | Stade Ahmadou-Ahidjo, Yaoundé, Cameroun                                | Cameroun                               | 0 - 0                                  | Éliminatoires de la Coupe du monde 2010 | Titulaire.                                                     |
| 4.                                     | 20 juin 2009                           | Complexe sportif Moulay-Abdallah, Rabat, Maroc                         | Togo                                   | 0 - 0                                  | Éliminatoires de la Coupe du monde 2010 | Titulaire.                                                     |
| 5.                                     | 12 août 2009                           | Complexe sportif Moulay-Abdallah, Rabat, Maroc                         | Congo                                  | 1 - 1                                  | Match amical                            | Titulaire.                                                     |
| 6.                                     | 6 septembre 2009                       | Stade de Kégué, Lomé, Togo                                             | Togo                                   | 1 - 1                                  | Éliminatoires de la Coupe du monde 2010 | Titulaire.                                                     |
| 7.                                     | 10 octobre 2009                        | Stade Omar-Bongo, Libreville, Gabon                                    | Gabon                                  | 3 - 1                                  | Éliminatoires de la Coupe du monde 2010 | Titulaire.                                                     |
| 8.                                     | 14 novembre 2009                       | Complexe sportif de Fès, Fès, Maroc                                    | Cameroun                               | 0 - 2                                  | Éliminatoires de la Coupe du monde 2010 | Titulaire.                                                     |
| 9.                                     | 11 août 2010                           | Complexe sportif Moulay-Abdallah, Rabat, Maroc                         | Guinée équatoriale                     | 2 - 1                                  | Match amical                            | Titulaire.                                                     |
| 10.                                    | 5 septembre 2010                       | Complexe sportif Moulay-Abdallah, Rabat, Maroc                         | Centrafrique                           | 0 - 0                                  | Éliminatoires de la CAN 2012            | Titulaire.                                                     |
| 11.                                    | 9 octobre 2010                         | Stade Benjamin Mkapa, Dar es Salam, Tanzanie                           | Tanzanie                               | 0 - 1                                  | Éliminatoires de la CAN 2012            | Titulaire.                                                     |
| 12.                                    | 17 novembre 2010                       | Windsor Park, Belfast, Irlande du Nord                                 | Irlande du Nord                        | 1 - 1                                  | Match amical                            | Titulaire et remplacé par Mohamed Berrabeh à la 78e minute.    |
| 13.                                    | 9 février 2011                         | Grand stade de Marrakech, Marrakech, Maroc                             | Niger                                  | 3 - 0                                  | Match amical                            | Titulaire et remplacé par Mohamed Amine Najmi à la 77e minute. |
| 14.                                    | 27 mars 2011                           | Stade du 19-Mai-1956, Annaba, Algérie                                  | Algérie                                | 1 - 0                                  | Éliminatoires de la CAN 2012            | Titulaire.                                                     |
| 15.                                    | 4 juin 2011                            | Grand stade de Marrakech, Marrakech, Maroc                             | Algérie                                | 4 - 0                                  | Éliminatoires de la CAN 2012            | Titulaire.                                                     |
| 16.                                    | 4 septembre 2011                       | Complexe sportif Barthélemy Boganda, Bangui, République centrafricaine | Centrafrique                           | 0 - 0                                  | Éliminatoires de la CAN 2012            | Titulaire.                                                     |
| 17.                                    | 9 octobre 2011                         | Grand stade de Marrakech, Marrakech, Maroc                             | Tanzanie                               | 3 - 1                                  | Éliminatoires de la CAN 2012            | Titulaire.                                                     |
| 18.                                    | 23 janvier 2012                        | Stade d'Angondjé, Libreville, Gabon                                    | Tunisie                                | 1 - 2                                  | CAN 2012                                | Titulaire.                                                     |
| 19.                                    | 27 janvier 2012                        | Stade d'Angondjé, Libreville, Gabon                                    | Gabon                                  | 3 - 2                                  | CAN 2012                                | Titulaire.                                                     |
| 20.                                    | 29 février 2012                        | Grand stade de Marrakech, Marrakech, Maroc                             | Burkina Faso                           | 2 - 0                                  | Match amical                            | Titulaire et remplacé par Samir Zekroumi à la 47e minute.      |
| 21.                                    | 25 mai 2012                            | Grand stade de Marrakech, Marrakech, Maroc                             | Sénégal                                | 0 - 1                                  | Match amical                            | Titulaire.                                                     |
| 22.                                    | 2 juin 2012                            | Independence Stadium, Bakau, Gambie                                    | Gambie                                 | 1 - 1                                  | Éliminatoires de la Coupe du monde 2014 | Titulaire.                                                     |
| 23.                                    | 9 juin 2012                            | Grand stade de Marrakech, Marrakech, Maroc                             | Côte d'Ivoire                          | 2 - 2                                  | Éliminatoires de la Coupe du monde 2014 | Titulaire.                                                     |
| 24.                                    | 16 août 2012                           | Complexe sportif Moulay-Abdallah, Rabat, Maroc                         | Guinée                                 | 1 - 2                                  | Match amical                            | Titulaire.                                                     |
| 25.                                    | 13 octobre 2012                        | Grand stade de Marrakech, Marrakech, Maroc                             | Mozambique                             | 4 - 0                                  | Éliminatoires de la CAN 2013            | Titulaire.                                                     |
| 26.                                    | 8 janvier 2013                         | Rand Stadium, Johannesbourg, Afrique du Sud                            | Zambie                                 | 0 - 0                                  | Match amical                            | Titulaire et remplacé par Ahmed Kantari à la 46e minute.       |
| 27.                                    | 12 janvier 2013                        | Rand Stadium, Johannesbourg, Afrique du Sud                            | Namibie                                | 1 - 2                                  | Match amical                            | Titulaire et remplacé par Abdellatif Noussir à la 83e minute.  |
| 28.                                    | 19 janvier 2013                        | FNB Stadium, Johannesbourg, Afrique du Sud                             | Angola                                 | 0 - 0                                  | CAN 2013                                | Titulaire.                                                     |
| 29.                                    | 23 janvier 2013                        | Stade Moses-Mabhida, Durban, Afrique du Sud                            | Cap-Vert                               | 1 - 1                                  | CAN 2013                                | Titulaire.                                                     |
| 30.                                    | 27 janvier 2013                        | Stade Moses-Mabhida, Durban, Afrique du Sud                            | Afrique du Sud                         | 2 - 2                                  | CAN 2013                                | Titulaire.                                                     |
| 31.                                    | 14 août 2013                           | Stade Ibn-Batouta, Tanger, Maroc                                       | Burkina Faso                           | 1 - 2                                  | Match amical                            | Titulaire.                                                     |
| 32.                                    | 11 octobre 2013                        | Stade Adrar, Agadir, Maroc                                             | Afrique du Sud                         | 1 - 1                                  | Match amical                            | Titulaire et remplacé par Mohamed Oulhaj à la 80e minute.      |
| 33.                                    | 23 mai 2014                            | Estádio de São Luís, Faro, Portugal                                    | Mozambique                             | 4 - 0                                  | Match amical                            | Titulaire.                                                     |
| 34.                                    | 9 octobre 2014                         | Grand stade de Marrakech, Marrakech, Maroc                             | Centrafrique                           | 4 - 0                                  | Match amical                            | Titulaire et remplacé par Ahmed Kantari à la 70e minute.       |
| 35.                                    | 13 octobre 2014                        | Grand stade de Marrakech, Marrakech, Maroc                             | Kenya                                  | 3 - 0                                  | Match amical                            | Titulaire.                                                     |
| 36.                                    | 13 novembre 2014                       | Stade Adrar, Agadir, Maroc                                             | Bénin                                  | 6 - 1                                  | Match amical                            | Titulaire.                                                     |
| 37.                                    | 28 mars 2015                           | Stade Adrar, Agadir, Maroc                                             | Uruguay                                | 0 - 1                                  | Match amical                            | Titulaire.                                                     |
| 38.                                    | 12 juin 2015                           | Stade Adrar, Agadir, Maroc                                             | Libye                                  | 1 - 0                                  | Éliminatoires de la CAN 2017            | Titulaire.                                                     |
| 39.                                    | 12 novembre 2015                       | Stade Adrar, Agadir, Maroc                                             | Guinée équatoriale                     | 2 - 0                                  | Éliminatoires de la Coupe du monde 2018 | Titulaire.                                                     |
| 40.                                    | 15 novembre 2015                       | Stade Nkoantoma, Bata, Guinée équatoriale                              | Guinée équatoriale                     | 1 - 0                                  | Éliminatoires de la Coupe du monde 2018 | Titulaire.                                                     |
| 41.                                    | 27 mai 2016                            | Stade Ibn-Batouta, Tanger, Maroc                                       | Congo                                  | 2 - 0                                  | Match amical                            | Titulaire.                                                     |
| 42.                                    | 3 juin 2016                            | Stade olympique de Radès, Radès, Tunisie                               | Libye                                  | 1 - 1                                  | Éliminatoires de la CAN 2017            | Titulaire.                                                     |
| 43.                                    | 31 août 2016                           | Stade Loro-Boriçi, Shkodër, Albanie                                    | Albanie                                | 0 - 0                                  | Match amical                            | Titulaire.                                                     |
| 44.                                    | 12 novembre 2016                       | Grand stade de Marrakech, Marrakech, Maroc                             | Côte d'Ivoire                          | 0 - 0                                  | Éliminatoires de la Coupe du monde 2018 | Titulaire.                                                     |
| 45.                                    | 9 janvier 2017                         | Tahnoun Bin Mohammed Stadium, Al-Aïn, Émirats arabes unis              | Finlande                               | 0 - 1                                  | Match amical                            | Titulaire.                                                     |
| 46.                                    | 16 janvier 2017                        | Stade d'Oyem, Oyem, Gabon                                              | RD Congo                               | 1 - 0                                  | CAN 2017                                | Titulaire.                                                     |
| 47.                                    | 20 janvier 2017                        | Stade d'Oyem, Oyem, Gabon                                              | Togo                                   | 3 - 1                                  | CAN 2017                                | Titulaire.                                                     |
| 48.                                    | 24 janvier 2017                        | Stade d'Oyem, Oyem, Gabon                                              | Côte d'Ivoire                          | 1 - 0                                  | CAN 2017                                | Titulaire.                                                     |
| 49.                                    | 29 janvier 2017                        | Stade de Port-Gentil, Port-Gentil, Gabon                               | Égypte                                 | 1 - 0                                  | CAN 2017                                | Titulaire.                                                     |
| 50.                                    | 1er septembre 2017                     | Complexe sportif Moulay-Abdallah, Rabat, Maroc                         | Mali                                   | 6 - 0                                  | Éliminatoires de la Coupe du monde 2018 | Titulaire.                                                     |
| 51.                                    | 5 septembre 2017                       | Stade du 26-Mars, Bamako, Mali                                         | Mali                                   | 0 - 0                                  | Éliminatoires de la Coupe du monde 2018 | Titulaire.                                                     |
| 52.                                    | 7 octobre 2017                         | Stade Mohammed-V, Casablanca, Maroc                                    | Gabon                                  | 3 - 0                                  | Éliminatoires de la Coupe du monde 2018 | Titulaire et remplacé par Badr Benoun à la 81e minute.         |
| 53.                                    | 11 novembre 2017                       | Stade Félix-Houphouët-Boigny, Abidjan, Côte d'Ivoire                   | Côte d'Ivoire                          | 0 - 2                                  | Éliminatoires de la Coupe du monde 2018 | Titulaire.                                                     |
| 54.                                    | 23 mars 2018                           | Stade olympique de Turin, Turin, Italie                                | Serbie                                 | 1 - 2                                  | Match amical                            | Titulaire.                                                     |
| 55.                                    | 31 mai 2018                            | Stade de Genève, Carouge, Suisse                                       | Ukraine                                | 0 - 0                                  | Match amical                            | Titulaire et remplacé par Achraf Hakimi à la 46e minute.       |
| 56.                                    | 4 juin 2018                            | Stade de Genève, Carouge, Suisse                                       | Slovaquie                              | 2 - 1                                  | Match amical                            | Titulaire.                                                     |
| 57.                                    | 9 juin 2018                            | A. Le Coq Arena, Tallinn, Estonie                                      | Estonie                                | 1 - 3                                  | Match amical                            | Titulaire et remplacé par Manuel da Costa à la 46e minute.     |
| 58.                                    | 15 juin 2018                           | Stade de Saint-Pétersbourg, Saint-Pétersbourg, Russie                  | Iran                                   | 0 - 1                                  | Coupe du monde 2018                     | Titulaire.                                                     |
| 59.                                    | 20 juin 2018                           | Stade Loujniki, Moscou, Russie                                         | Portugal                               | 1 - 0                                  | Coupe du monde 2018                     | Titulaire.                                                     |
| 60.                                    | 16 novembre 2018                       | Stade Mohammed-V, Casablanca, Maroc                                    | Cameroun                               | 2 - 0                                  | Éliminatoires de la CAN 2019            | Titulaire.                                                     |
| 61.                                    | 20 novembre 2018                       | Stade olympique de Radès, Radès, Tunisie                               | Tunisie                                | 0 - 1                                  | Match amical                            | Titulaire et remplacé par Manuel da Costa à la 46e minute.     |
| 62.                                    | 26 mars 2019                           | Stade Ibn-Batouta, Tanger, Maroc                                       | Argentine                              | 0 - 1                                  | Match amical                            | Titulaire et remplacé par Yunis Abdelhamid à la 61e minute.    |
| 63.                                    | 12 juin 2019                           | Grand stade de Marrakech, Marrakech, Maroc                             | Gambie                                 | 0 - 1                                  | Match amical                            | Titulaire et remplacé par Mehdi Bourabia à la 46e minute.      |
| 64.                                    | 16 juin 2019                           | Grand stade de Marrakech, Marrakech, Maroc                             | Zambie                                 | 2 - 3                                  | Match amical                            | Titulaire et remplacé par Mehdi Bourabia à la 90e minute.      |
| 65.                                    | 23 juin 2019                           | Stade Al Salam, Le Caire, Égypte                                       | Namibie                                | 1 - 0                                  | CAN 2019                                | Titulaire.                                                     |
| 66.                                    | 28 juin 2019                           | Stade Al Salam, Le Caire, Égypte                                       | Côte d'Ivoire                          | 1 - 0                                  | CAN 2019                                | Titulaire.                                                     |

### Buts internationaux
| Buts internationaux de Mehdi Benatia | Buts internationaux de Mehdi Benatia | Buts internationaux de Mehdi Benatia                 | Buts internationaux de Mehdi Benatia | Buts internationaux de Mehdi Benatia | Buts internationaux de Mehdi Benatia | Buts internationaux de Mehdi Benatia    |
|                                      | Date                                 | Lieu                                                 | Adversaire                           | Score                                | Résultats                            | Compétitions                            |
| ------------------------------------ | ------------------------------------ | ---------------------------------------------------- | ------------------------------------ | ------------------------------------ | ------------------------------------ | --------------------------------------- |
| 1                                    | 4 juin 2011                          | Grand stade de Marrakech, Marrakech, Maroc           | Algérie                              | 1 - 0                                | 4 - 0                                | Éliminatoires de la CAN 2012            |
| 2                                    | 11 novembre 2017                     | Stade Félix-Houphouët-Boigny, Abidjan, Côte d'Ivoire | Côte d'Ivoire                        | 0 - 2                                | 0 - 2                                | Éliminatoires de la Coupe du monde 2018 |

## Palmarès
| AS Rome                                          | Juventus (6) | Bayern Munich (4) | Al-Duhail SC (2) |
| ------------------------------------------------ | --- | --- | --- |
| - Championnat d'Italie - Vice-champion : 2013–14 | - Serie A (3) - Champion : 2016–17, 2017–18 et 2018–19. - Coupe d'Italie (2) - Vainqueur : 2017 et 2018 - Supercoupe d'Italie (1) - Vainqueur : 2018 - Finaliste : 2017 - Ligue des champions : - Finaliste : 2017 | - Bundesliga (2) : - Champion : 2014–15 et 2015–16 - Coupe d'Allemagne (1) : - Vainqueur : 2016 - Supercoupe d'Allemagne (1) : - Vainqueur : 2016 - Finaliste : 2015 | - Qatar Stars League - Champion : 2019–20 - Coupe du Qatar - Vainqueur : 2019–20 - Coupe Crown Prince de Qatar - Finaliste : 2020 |

### Distinctions personnelles
- Élu joueur du mois de novembre 2009 par les supporters de Clermont Foot[32].
- Élu joueur du mois de février 2010 par les supporters de Clermont Foot[32].
- Étoile d'or marocaine 2011[33].
- Sportif marocain de l'année 2013 et 2014[34].
- Vainqueur du trophée Mars d'Or - Meilleur footballeur Marocain en 2013 et 2014 [35].
- Meilleur joueur de la saison 2013-2014 de l'AS Rome[36].
- Membre de l'équipe type de Serie A en 2013-2014.
- Prix de « Gran Galà del calcio AIC 2014» (meilleur défenseur central).
- Vainqueur du trophée meilleur joueur arabe 2014
- Vainqueur du trophée Mars d'Or - Meilleur footballeur Marocain en 2014[37].
- Membre de l'équipe-type d'Europe d'European Sports Media : 2014[38]
- Membre de l'équipe type « Goal» de Serie A en 2017-2018.
- Meilleur joueur de la Juventus de Turin en novembre 2017
- Membre de l'équipe-type du Championnat du Qatar en 2019-2020.
- Meilleur joueur maghrébin 2017
- Meilleur joueur africain de l'année 2018 selon la BBC[39]
- «France Football» Dans l’équipe type du Maghreb en 2013, 2014 et 2018[40]
- CAF Membre d'équipe-type d'Afrique en 2013, 2014, 2015 et 2018
- «France Football» Membre d'équipe-type d'Afrique en 2017[41]
- Goal Membre d'équipe-type d'Afrique en 2018[42]
- «IFFHS» CAF Équipe type d'Afrique de la décennie 2011-2020 [43]
- IFFHS Équipe de rêve masculine de tous les temps du Maroc[44].

## Vie privée
Mehdi Benatia est marié à Cécile, et il est père de quatre enfants : Lina, Kays, Alya et Naïl.